# Hajj Ahmed Cherkaoui
Pour les articles homonymes, voir Ahmed Cherkaoui.
 (octobre 2011).
Si vous disposez d'ouvrages ou d'articles de référence ou si vous connaissez des sites web de qualité traitant du thème abordé ici, merci de compléter l'article en donnant les références utiles à sa vérifiabilité et en les liant à la section « Notes et références ».
Hajj Ahmed Cherkaoui, né le 8 février 1897 à Fès et mort le 22 juin 1978 à Rabat, était parmi les dix fondateurs du Mouvement nationaliste marocain.

## Biographie
Il est également l'un des fondateurs de « Koutlat al-âamal al-watani » qui a tenu son premier congrès dans sa propre maison le 25 octobre 1934 et qui a amené à un document traitant des requêtes du peuple marocain (Matalib Achaâb al-Maghribi).
Haj Ahmed Cherkaoui était membre de la délégation ayant signé et présenté ce document au palais royal et à l'administration française en 1934 qui a entraîné son emprisonnement pendant six mois.
Il a été un des fondateurs du Parti nationaliste (al-hizb al-watani) en 1937 qui a tenu sa première réunion dans son domicile le 13 octobre de cette même année. 
Haj Ahmed Cherkaoui fut parmi les membres ayant présenté un autre document traitant des Matalib al Moustâajala (les requêtes urgentes) en 1937. À la suite de cela, il a été arrêté et emprisonné durant une année.
Haj Ahmed Cherkaoui a été un des fondateurs du parti de l'Istiqlal et également un des signataires du Manifeste de l'indépendance du Maroc en 1944.
Il était aussi ministre pré-potentiel au ministère des Affaires étrangères jusqu'en 1962, puis élu parlementaire le 17 mai 1963.

## Galerie

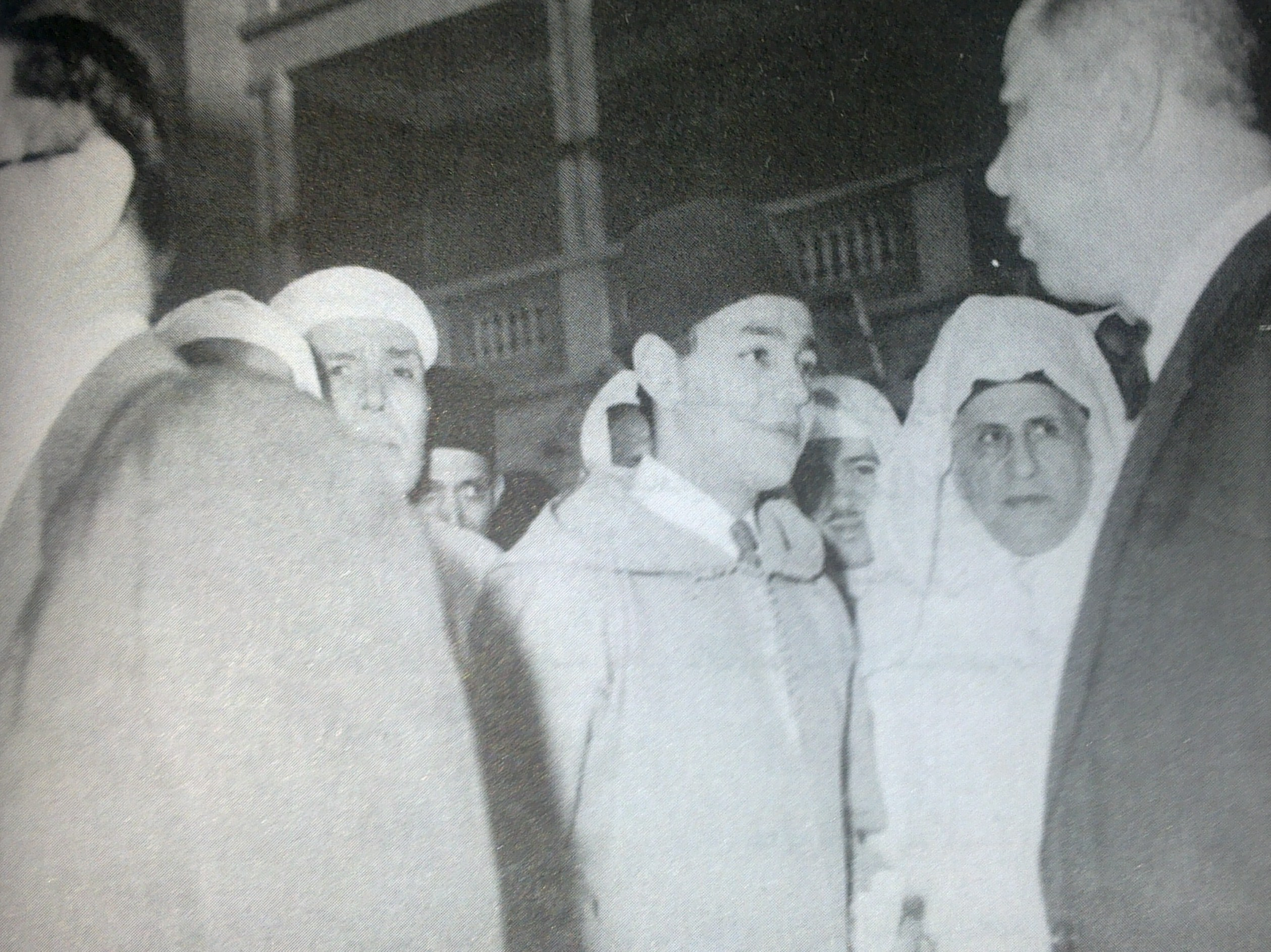
Le prince héritier Moulay Hassan et Haj Ahmed Cherkaoui
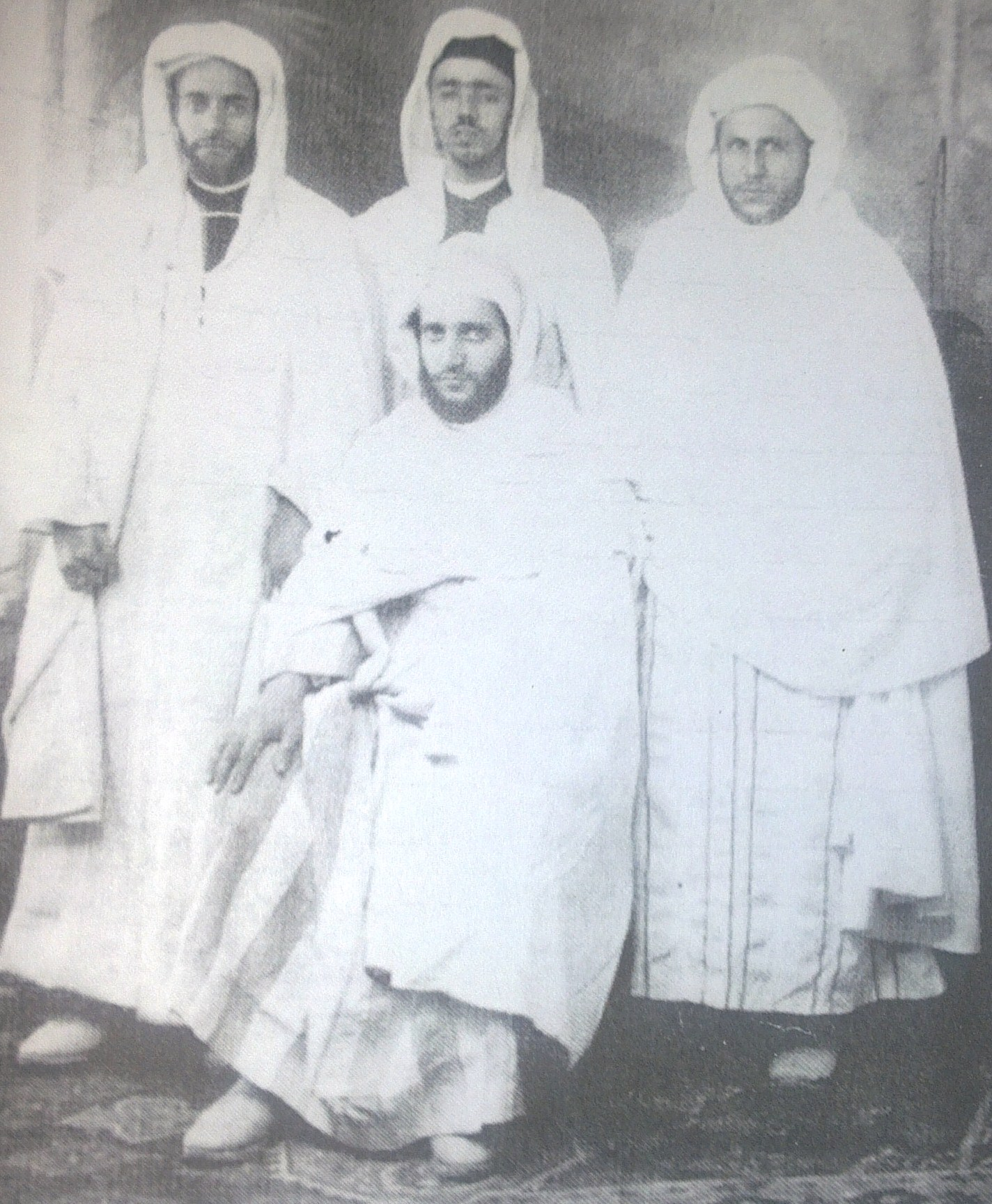
Assis au milieu, Mohamed Ghazi ; debout de gauche à droite : Abdelazziz Bendriss Amraoui , Boubker El Kadiri et Haj Ahmed Cherkaoui.
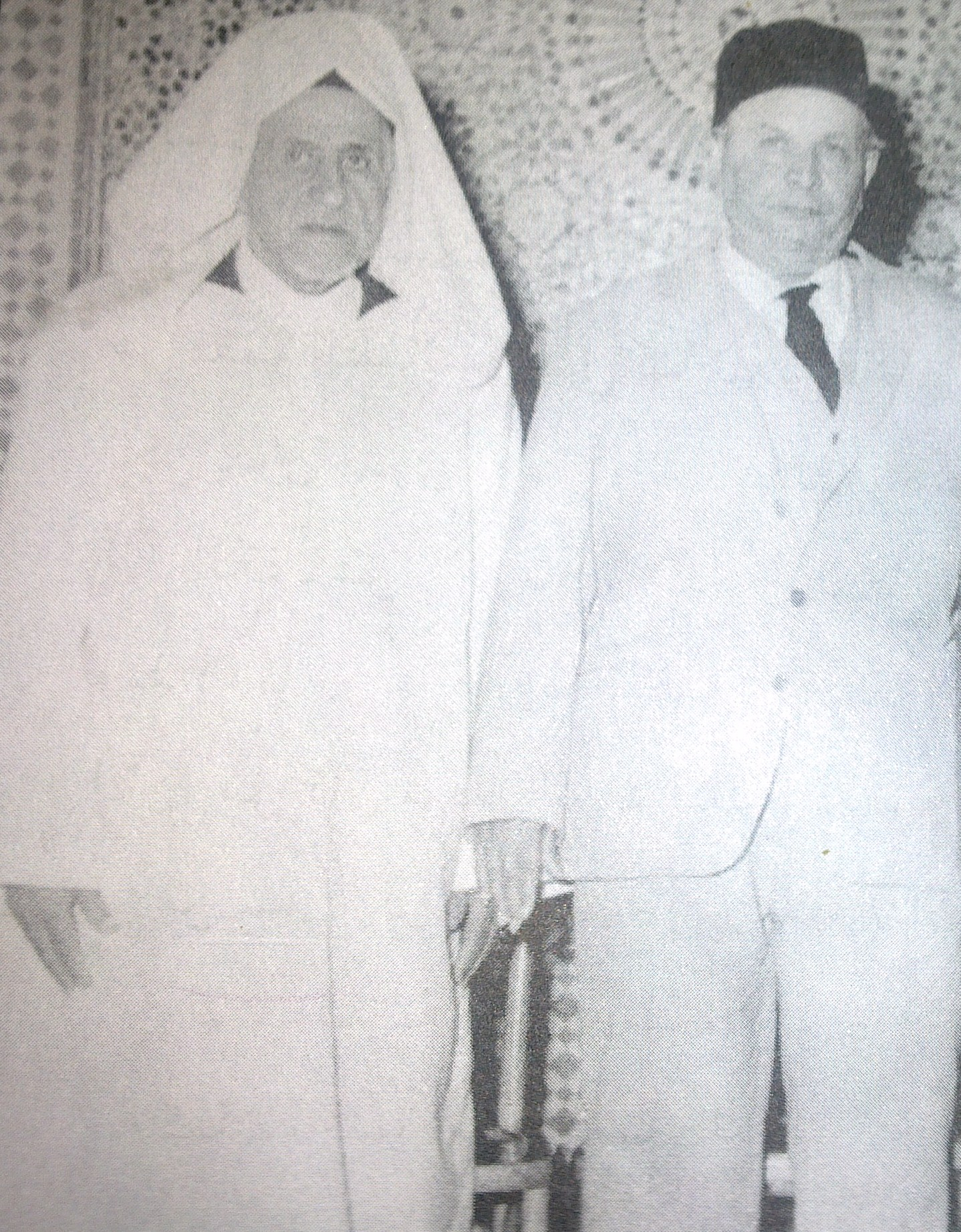
Le leader Allal Fassi et Haj Ahmed Cherkaoui posant l’un à côté de l’autre.